# 1486 en Angleterre
Chronologie de l'Angleterre
- 1482
- 1483
- 1484
- 1485
- 1486
- 1487
- 1488
- 1489
- 1490

Cette page concerne l'année 1486 du calendrier julien.

## Naissances en 1486
- 20 septembre : Arthur Tudor, prince de Galles
- Date inconnue :
  - Thomas Bell, marchand
  - John London, prêtre
  - Giles Strangways, politicien

## Décès en 1486
- 8 mars : Joan Dacre, 7e baronne Dacre
- 30 mars : Thomas Bourchier, archevêque de Cantorbéry
- 8 juillet : Humphrey Stafford, chevalier
- 11 août : William Waynflete, évêque de Winchester
- 5 novembre : John Plummer, compositeur
- Date inconnue :
  - John Astley, chevalier
  - John Catesby, homme de loi
  - Richard Neele, homme de loi
  - Humphrey Starkey, homme de loi